# Вилхелм II (Ваймар)
Вижте пояснителната страница за други личности с името Вилхелм II.
Вилхелм II Велики (на немски: Wilhelm II der Große, * ок. 930/935, † 24 декември 1003) от род Ваймар е от 963 г. граф на Ваймар и от 1002 г. херцог на Тюрингия.

## Биография
Той е най-големият син на граф Вилхелм I от Ваймар († 963) и на дъщеря на херцог Попо от Тюрингия от франкските Бабенберги.
От 965 г. той е също граф в Хелмегау, от 967 г. в Алтгау и от 974 г. във Визихгау.
След смъртта на крал Ото II през 983 г. той подкрепя баварския херцог Хайнрих II като наследник на краля. През 984 г. последователите на крал Ото III обсаждат неговия замък Ваймар.
През 1002 г. той отново подкрепя баварците и прекратява старото свинско мито, което плащат тюрингите от 6 век. Графовете на Ваймар са най-силните конкуренти на Екехардините в Тюрингия, които през 1002 г. обсаждат замък Ваймар. Вилхелм посреща краля при себе си и умира малко по-късно на преклонна възраст.

## Семейство и деца
Неговата съпруга не е известна. Той е баща на:
- Вилхелм III († 16 април 1039), граф на Ваймар от 1003
- Попо († 13 юли, пр. 1044), маркграф на Истрия от 1012, маркграф на Крайна от 1040 г.
- Агнес ∞ вероятно за Фридрих I († 1042), граф на Госек, пфалцграф на Саксония